# Los Tacariguas
Los Tacariguas est l'une des huit paroisses civiles de la municipalité de Girardot, dans l'État d'Aragua au Venezuela. En 2007, la population estimée s'élève à 22 778 habitants. Sa capitale est Maracay, chef-lieu de la municipalité et capitale de l'État d'Aragua.

## Géographie

### Transports

#### Transport aérien
La paroisse civile abrite l'« aéroport national Los Tacariguas » ou aeropuerto nacional Los Tacariguas en espagnol.

### Démographie
Los Tacariguas constitue l'une des paroisses urbaines de la ville de Maracay, capitale de l'État, dont elle abrite les quartiers à l'ouest du centre au bord du lac de Valencia. Elle comporte notamment les quartiers suivants :
- Base Sucre (ou Urbanización Antonio José de Sucre)
- El Campito
- Los Olivos

## Sources
- (es) Cet article est partiellement ou en totalité issu de l’article de Wikipédia en espagnol intitulé « Parroquia Los Tacarigua » (voir la liste des auteurs).